# کانچی: شکست‌ناپذیر
کانچی: شکست‌ناپذیر (به هندی: Kaanchi: The Unbreakable) فیلمی محصول سال ۲۰۱۴ و به کارگردانی سوبهاش گای است. در این فیلم بازیگرانی همچون میشتی، کارتیک آریان، ریشی کاپور، میتون چاکرابورتی، میتا واشیشت، عادل حسین، ماهیما چودری و موکتی موهان ایفای نقش کرده‌اند.